# Библейска хронология
Библейската хронология е вътрешната последователност и датировка на събитията описани в Библията, и същевременно наука изследваща тази последователност.
Библейската хронология е изключителна сложна дисциплина, най-вече заради разминаванията в различните текстове на светото писание. Единствената научна дисциплина която и опонира и кореспондира с нея в сравнителен план е библейската археология.
Библейската хронология до такава степен е повлияла върху настоящото време, че християнското измерение на времето е свързано и започва от Благовещение, докато в юдаизма се следва сътворението на света по еврейския календар, а мюсюлманите бележат началото Хиджра.